# Pente d'eau de Montech
La pente d'eau de Montech est une pente d'eau établie sur le canal latéral à la Garonne, sur la commune de Montech en Tarn-et-Garonne dans le sud-ouest de la France. Elle fonctionna de 1974 à 2009. Après des travaux de réhabilitation en configuration non fonctionnelle, la pente d’eau devient un site touristique qui accueille depuis 2021 les visiteurs venant découvrir le patrimoine fluvial et industriel de la région.

## Histoire de la pente d’eau
La pente d’eau a été construite au début des années 1970, entrant en service en 1974. C’est une pente pour bateaux où une machine vient pousser un coin d’eau où flotte le bateau. Elle est mise définitivement hors service en 2009.

### Contexte de création
À Montech, cinq écluses se succèdent sur le canal latéral à la Garonne sur une distance de 2 500 m afin de permettre le franchissement d’un dénivelé de 13,3 m. Dans les années 1970, un plan d’agrandissement des écluses est démarré pour permettre la mise au gabarit Freycinet, nécessaire afin d’accueillir les péniches de transport de marchandises de 38,5 m comme la péniche Altaïr. Toutes les écluses sont alors rallongées de 10 m. Mais à Montech, il a été décidé de contourner le problème avec une solution innovante et plus rapide.
L’ingénieur Jean Aubert envisage alors de déplacer le bateau sur une pente inclinée en poussant un triangle d’eau sur lequel flotte le bateau. Il a été néanmoins difficile d’assurer une étanchéité suffisante avec un matériau, comme le béton, qui, par essence, n’offre pas de surfaces parfaitement lisses. À force de détermination et de calculs innombrables, il met au point une machine hybride unique qui emprunte à la fois les technologies de l’ingénierie fluviale, routière et ferroviaire. En 1971, le site de Montech est choisi comme site expérimental. La pente d’eau est inaugurée en 1973.

### Succès international et déclin
Exemplaire unique et prototype à sa construction, témoin de l’ingénierie française et exploit technique, la pente d’eau apporte à Montech une visibilité internationale. Venues d’Europe, des États-Unis, du Nicaragua, du Mexique ou encore de Chine, des délégations du monde entier se sont déplacées à Montech pour voir cette curiosité technologique unique qu’est la pente d’eau. Les journaux locaux s’enthousiasment pour le projet et la pente d’eau est à son apogée entre 1974 et 1978.
Néanmoins, après la grave crise économique provoquée par le choc pétrolier de 1973, le volume des marchandises à transporter par le canal diminue sensiblement. Concurrencés par la route et le rail, les bateliers ont de plus en plus de difficultés à remplir les cales des péniches. La navigation est en baisse constante et le transport fluvial diminue inexorablement au point de disparaître. La navigation sur le canal évolue vers le tourisme fluvial.
L’ouvrage s’avère également coûteux en entretien et représente une technologie dépassée, très consommatrice en énergie et très polluante. Après 36 ans de services et un incident technique, la pente d’eau est fermée à la navigation en 2009. En 36 ans d’activité, elle a enregistré 11 000 passages de bateaux.

### Aménagement et revitalisation du site
Après dix années d’abandon au fond de la rigole, la pente d’eau revient au centre des préoccupations. En 2019, elle est au cœur d’un projet de réaménagement incluant la balade au bord du canal de Garonne, l’espace de l’ancienne papeterie et la pente d’eau. Restaurée, remise en scène, la machine de la pente d’eau de Montech et sa péniche-exposition Altaïr constituent le point d’orgue de la visite.
Aujourd’hui, le site est devenu un lieu de balade riche d’histoire et propose une promenade animée et un récit entre le site de la papeterie et le parc de la machine. Cette promenade se greffe sur l'itinéraire à vélo du canal des Deux Mers (750 km de Royan à Sète), et permet de mettre en avant les déplacements doux. Le site accueille par ailleurs une aire de stationnement paysagée, un théâtre de verdure et l'implantation de la maison du site dans l’ancienne papeterie réaménagée qui abrite également l'office de tourisme de la communauté de communes Grand Sud Tarn-et-Garonne.

## Machine
Parallèlement au canal, une rigole bétonnée de 443 m de long, profonde de 4,35 m et large de 6 m est reliée, en amont et en aval, au canal de la pente d’eau, lui-même connecté au canal latéral à la Garonne. L’emprunter permettait de contourner cinq écluses et donc d’économiser de l’eau et aux bateliers de gagner 45 minutes sur le temps de passage.

### Fonctionnement de la machine

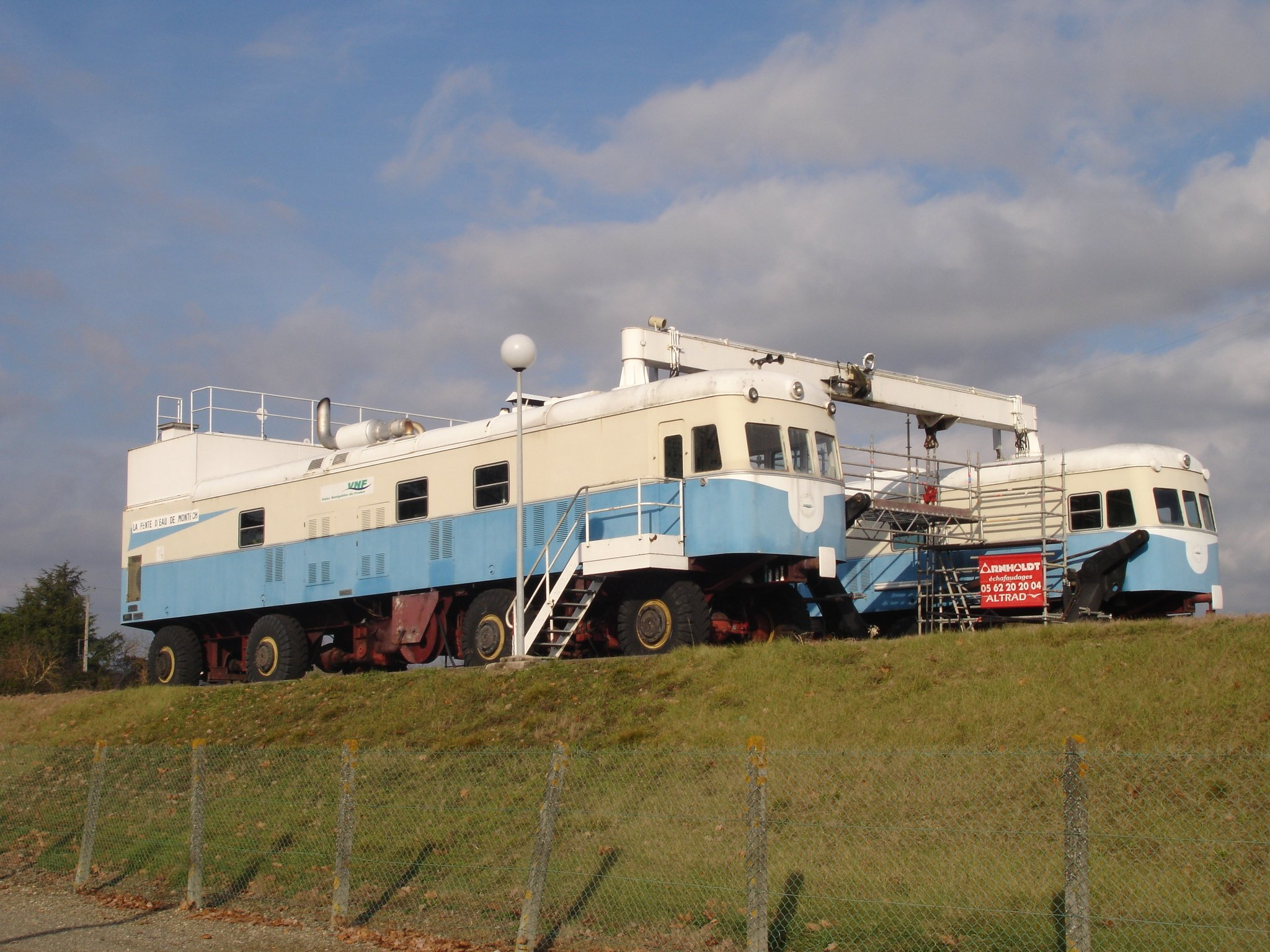
La pente d'eau de Montech pendant son fonctionnement

À l’intérieur de la rigole, un masque mobile appelé aussi « bouclier » était poussé par deux locomotrices Diesel de type ferroviaires sur roues, reliées par une traverse. Ce masque poussait un volume d’eau de 1 500 m3 où flottait la péniche en déplacement. Les deux locomotrices, conduites par un seul pilote, roulaient de part et d’autre de la rigole de manière synchrone.
Pour le cas d’une montée de la pente d’eau, le masque s’élevait grâce à son bras hydraulique pour permettre à la péniche d'entrer dans le coin d'eau où elle était amarrée. Puis le masque s’abaissait et le pilote démarrait les moteurs et l’ensemble de la machine se déplaçait sur la pente. Ainsi le masque, relié par le bras hydraulique à la traverse, elle-même trait d’union entre les deux locomotrices, poussait l’étendue d’eau où flottait le bateau. Une fois le parcours effectué, en environ 20 minutes, le masque, ne subissant plus de pression de l’eau, se relevait, libérant le bateau qui pouvait continuer sa navigation sur le canal.

### Descriptif technique de la machine

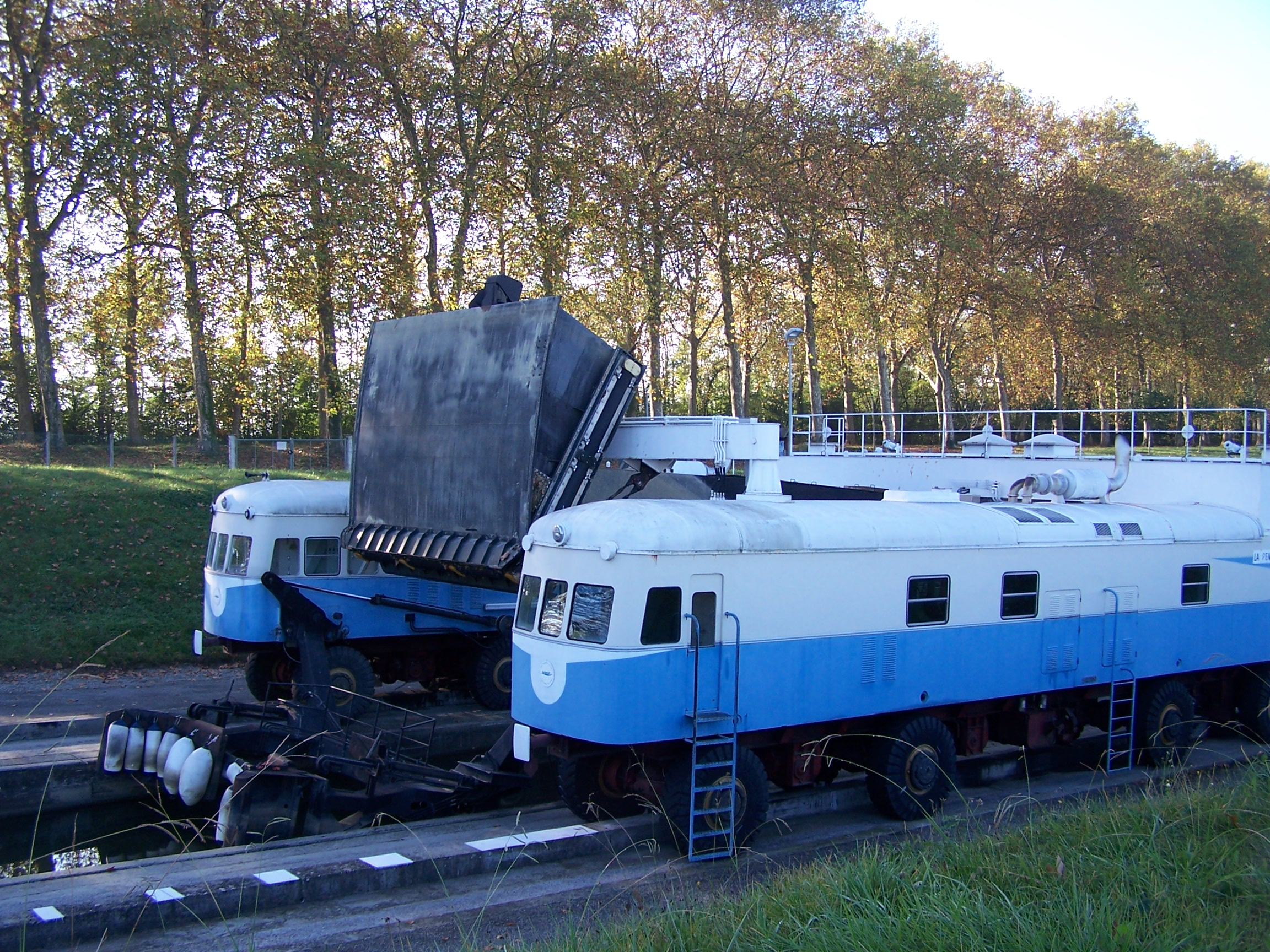
Bouclier-moteur masque relevé

La machine est constituée de deux locomotrices Diesel, leurs roues d’acier prévues pour les rails étant remplacées par des pneus. Chaque locomotrice possède un moteur Diesel de 1 000 ch (Poyaud V12) ce qui, cumulé, est une puissance considérable. Elles sont reliées par une traverse rigide qui les font avancer simultanément. Au milieu de la traverse, se trouve un vérin hydraulique qui relie les locomotrices au masque. Les trois faces du masque, en contact avec la rigole, étaient équipées d’un dispositif d’étanchéité, constitué de rouleaux qui venaient s’écraser contre la rigole pour assurer l’étanchéité de la machine. Devant le masque, on peut voir un pare-choc, que l’on appelle tablier, qui est une charpente métallique relevable hydrauliquement. Il permettait de sangler et d'amarrer les bateaux pendant la manœuvre de montée ou de descente.
Dans une des locomotrices, on peut retrouver une armoire électrique, servant à alimenter la centrale hydraulique, située dans la seconde locomotrice. Cette centrale hydraulique était très importante pour le bon fonctionnement de la machine. Trois pompes alimentaient trois éléments distincts de la machine et qui étaient fondamentaux :
- le vérin hydraulique pour abaisser et élever le bouclier ;
- le tablier pour amarrer le bateau ;
- les rouleaux pour assurer l’étanchéité de la machine.

#### Chiffres clés et caractéristiques techniques
- Poids de l’ensemble de la machine : 1 700 tonnes
- Poids du bouclier/masque : 200 tonnes
- Poids d’une locomotrice : 100 tonnes
- Vitesse : 4,5 km/h
- Volume d’eau déplacé : 1 500 m3
- Pente de la rigole : 3 %
- Dénivelé de la pente : 13,30 m
- Niveau d’eau devant le masque : 3,75 m
- Hauteur de la rigole : 4,35 m
- Longueur du coin d’eau : 125 mètres
- Puissance des automotrices : 2 × 1 000 ch Poyaud
- Longueur de la rigole : 443 m
- Largeur de la rigole : 6 m
- Durée du franchissement : environ 20 minutes
- Nombre de pilote : 1
- Économie de temps réalisée : 45 minutes

La pente d'eau pendant son fonctionnement
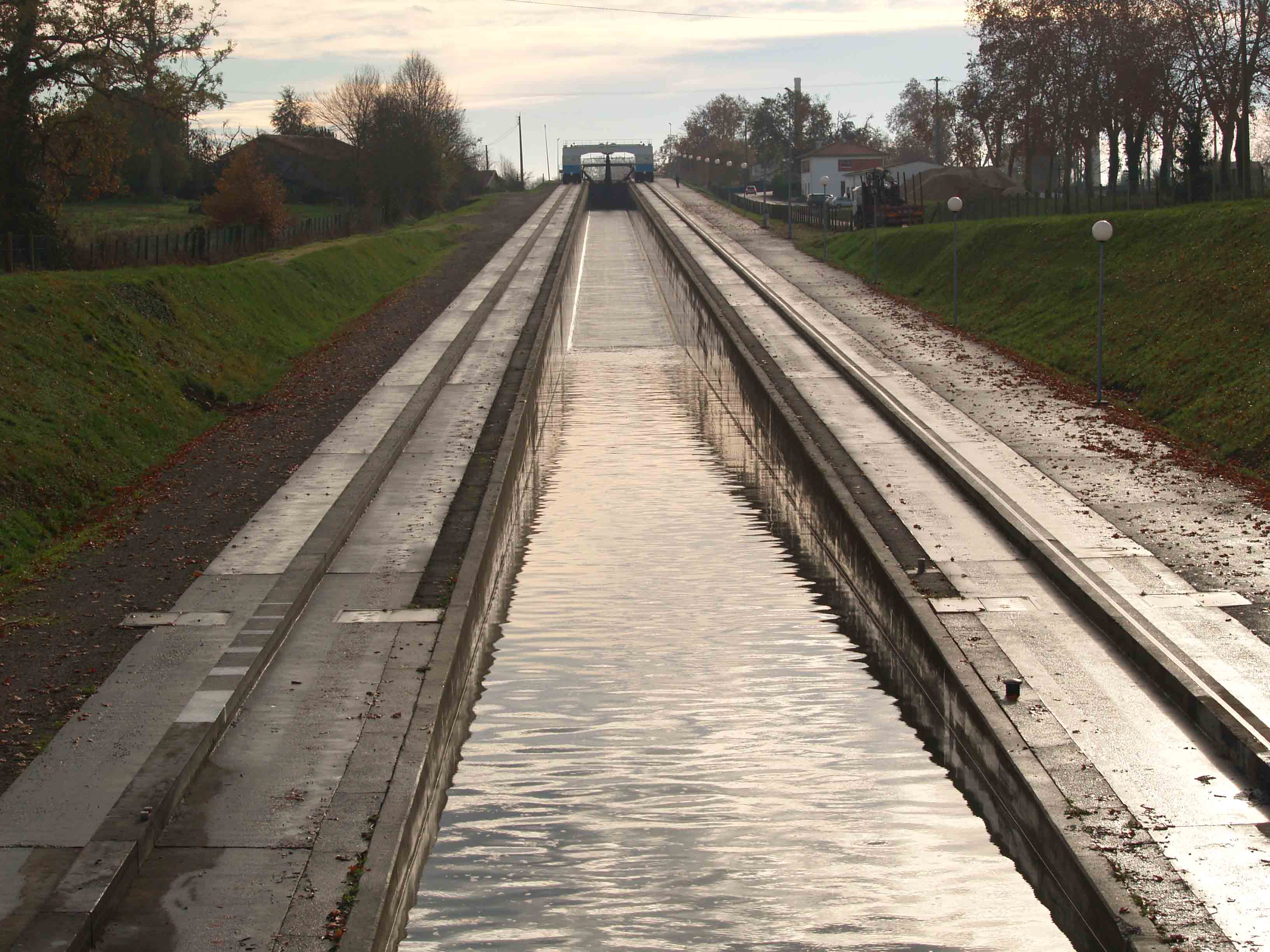
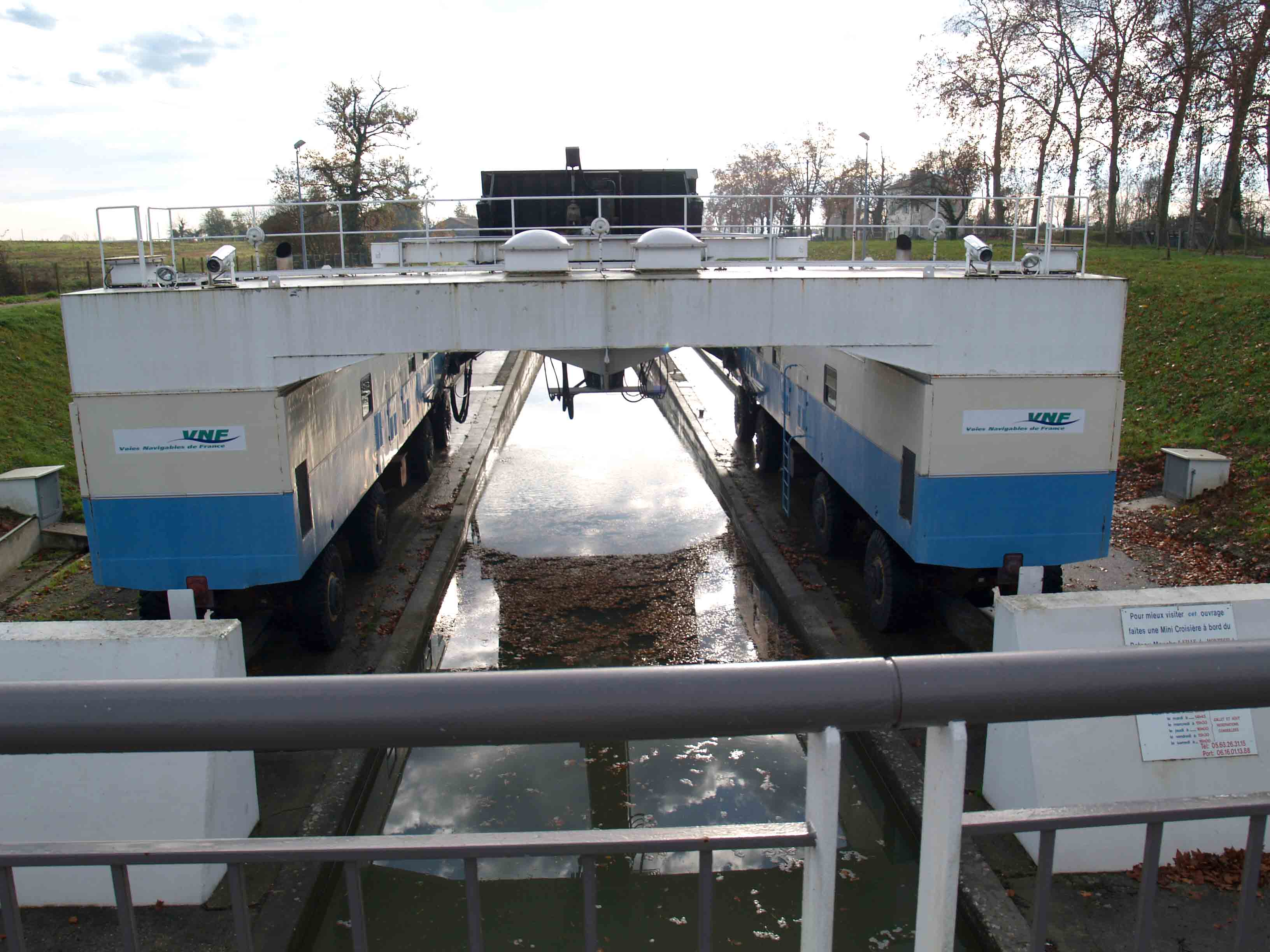
En attente à l'aval
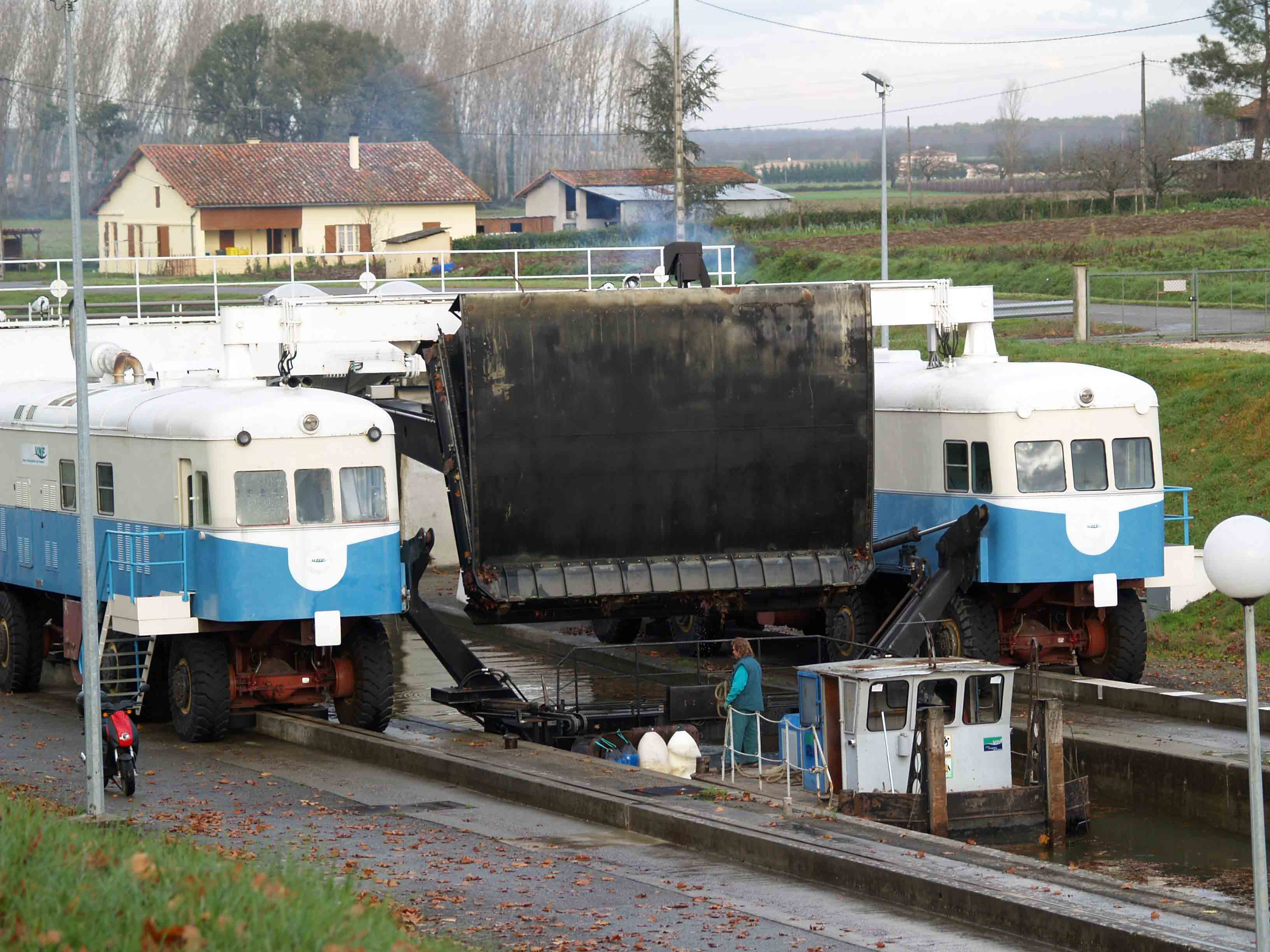
Fermeture du masque
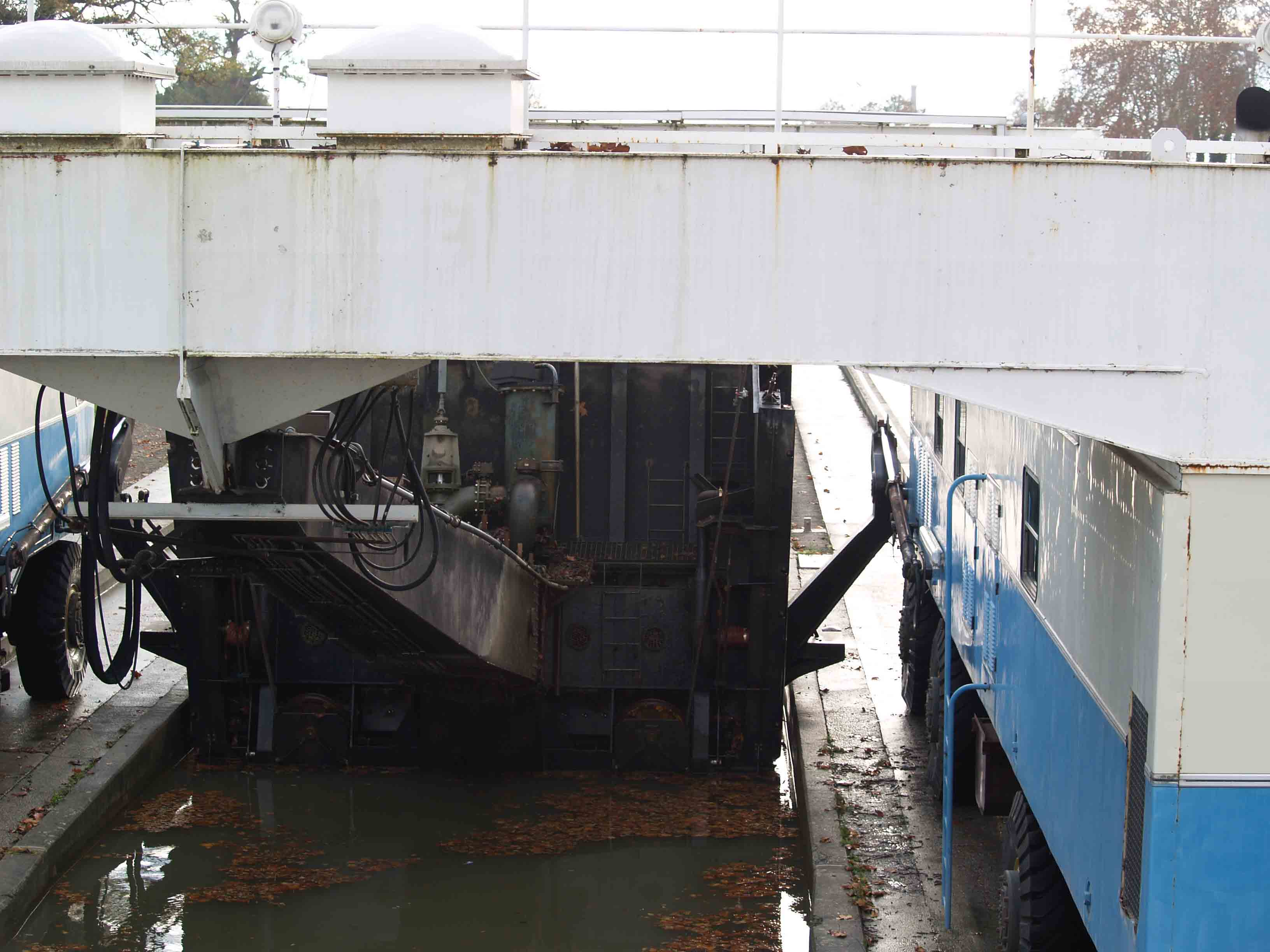
Fermeture du masque
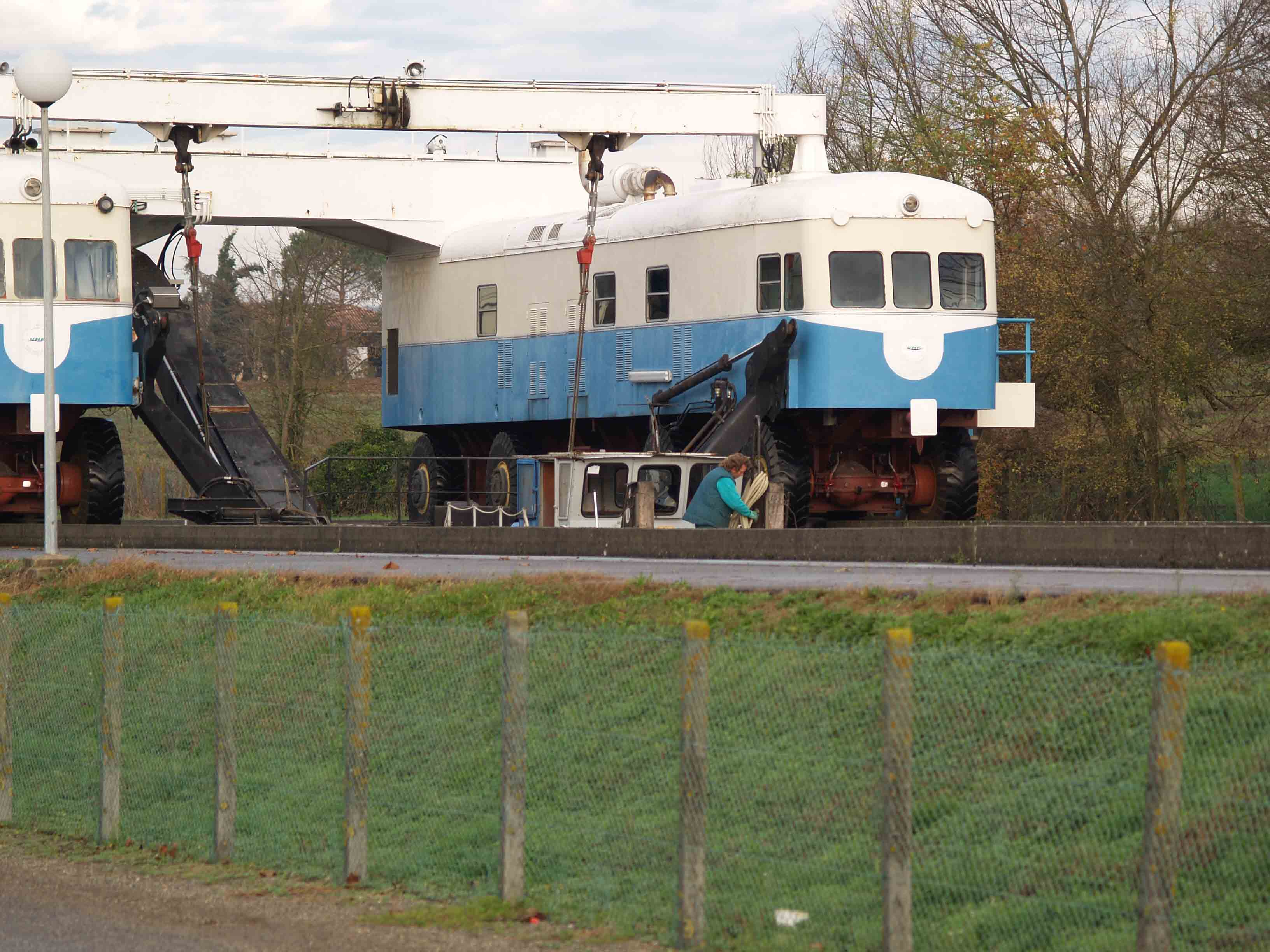
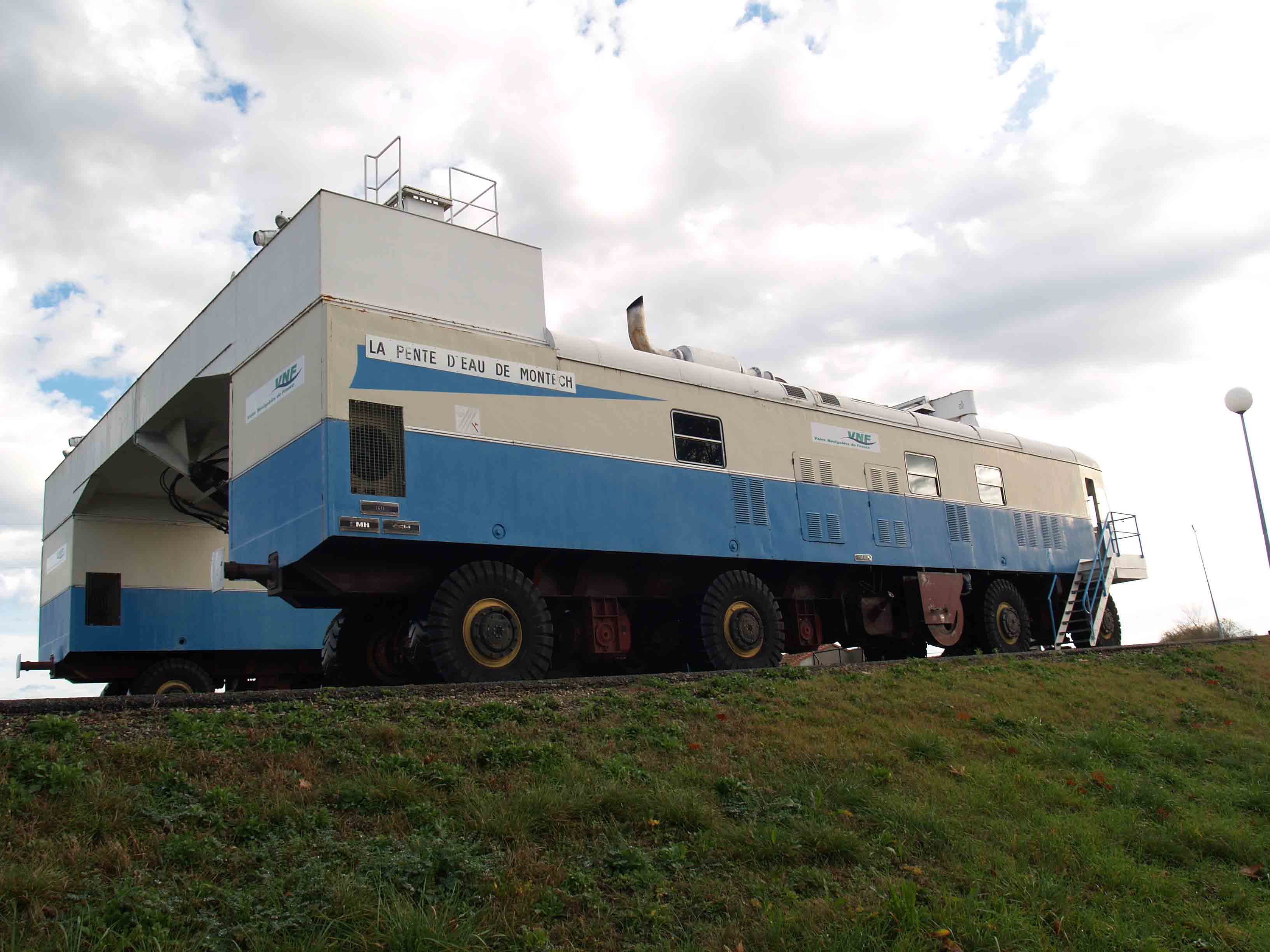
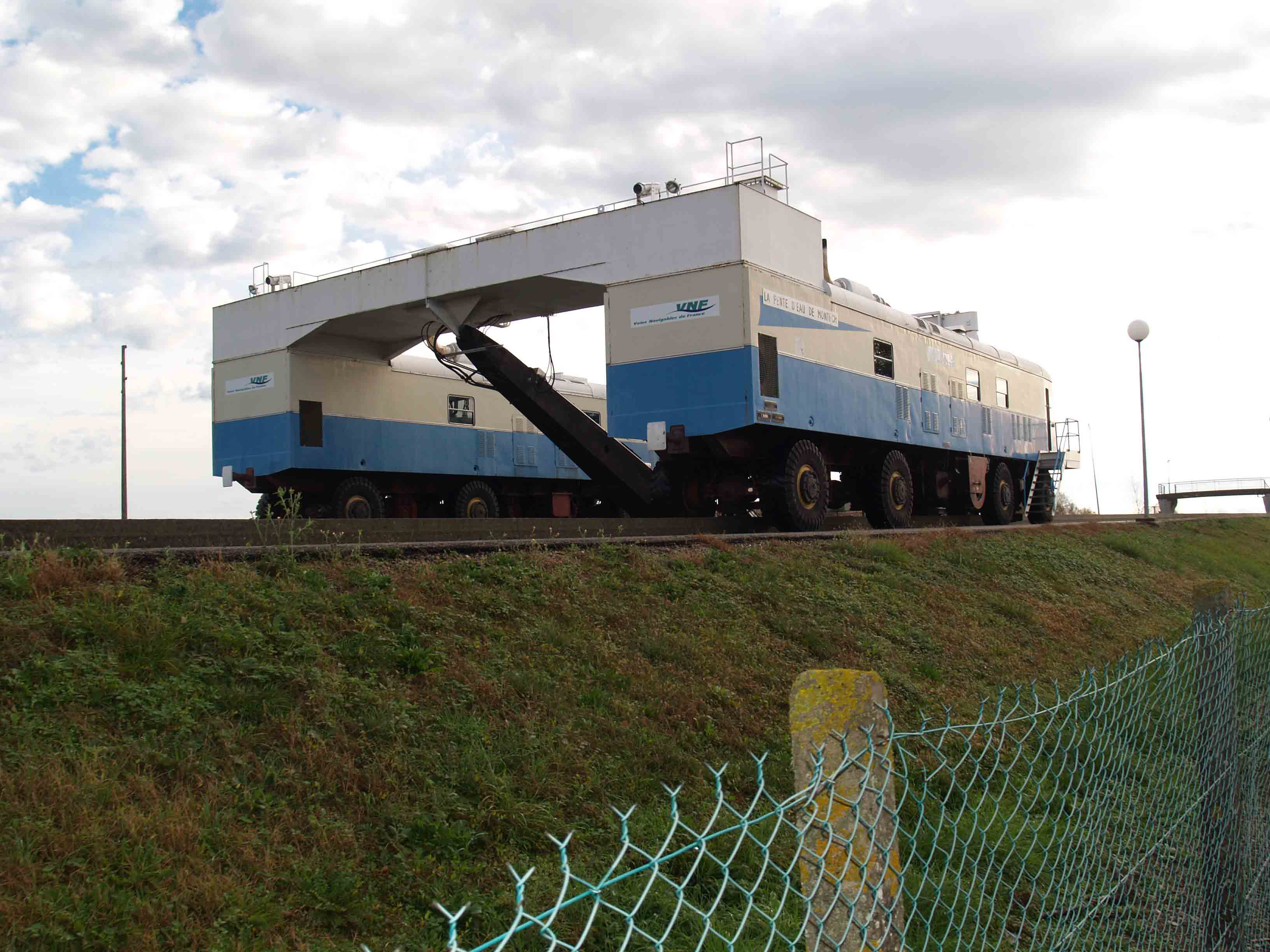
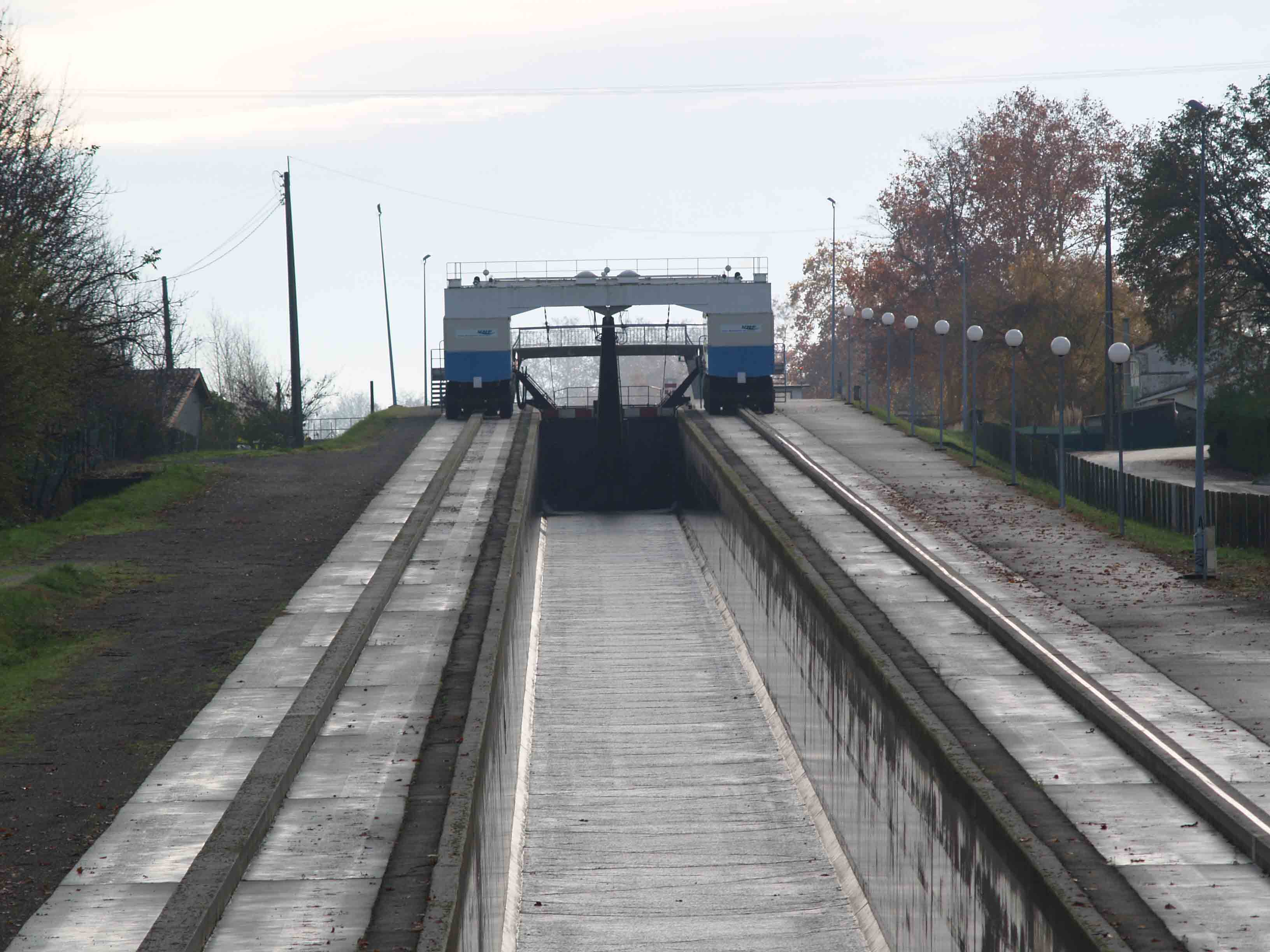

## La pente d’eau, un nouveau site touristique
Cette section est promotionnelle ou publicitaire (novembre 2022). Considérez son contenu avec précaution et/ou discutez-en.

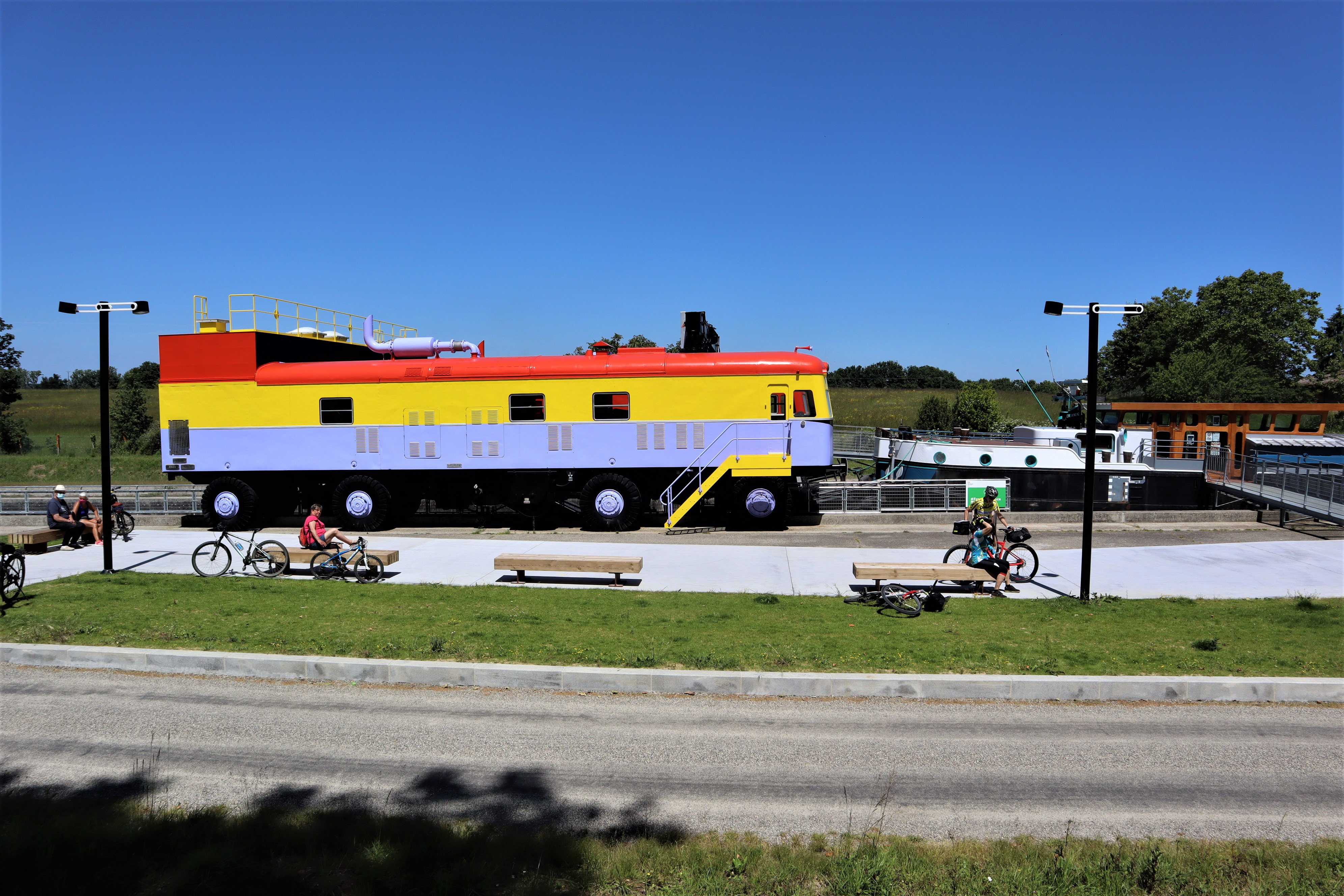
Pente d'eau de Montech, un nouveau site touristique

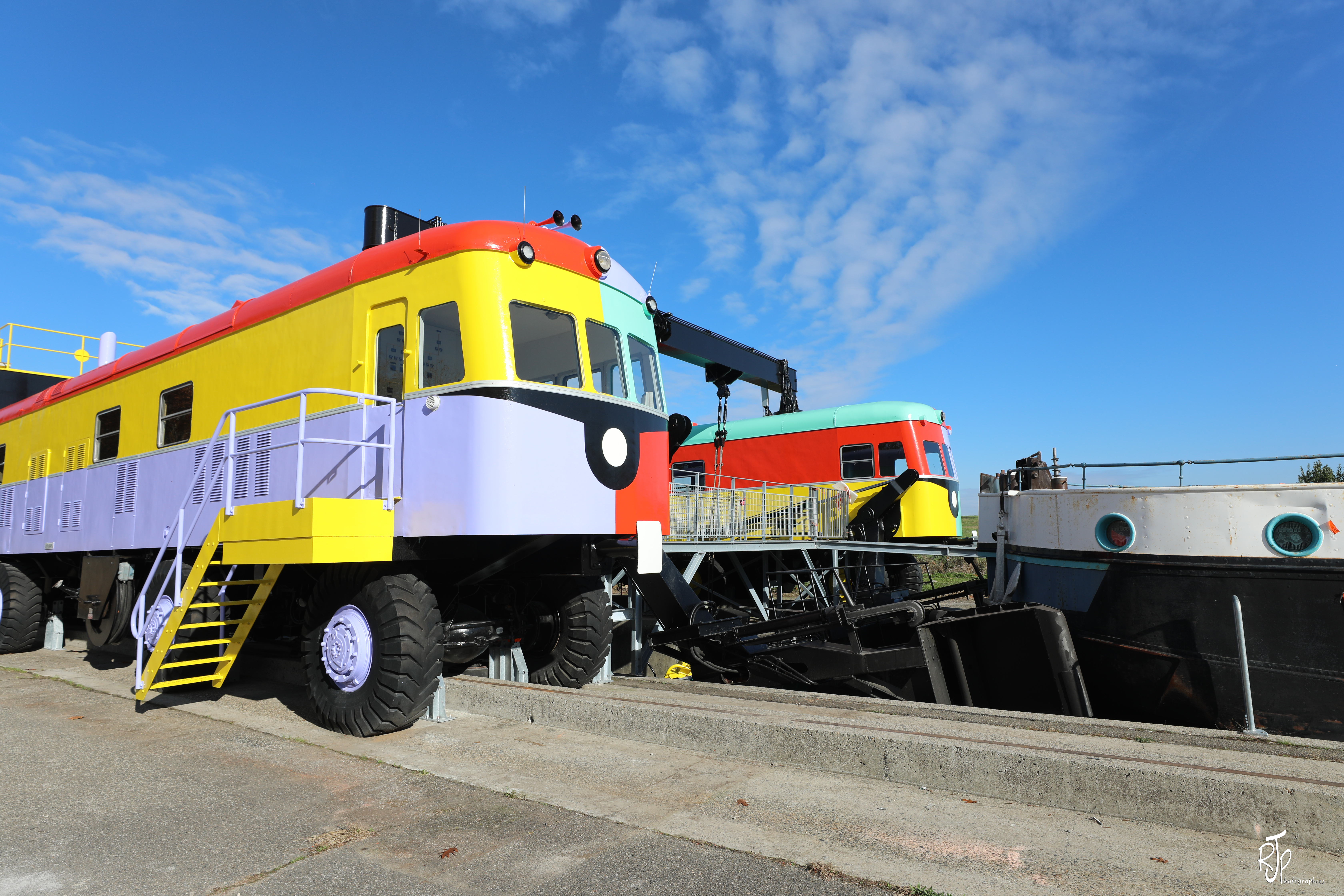
Les locomotrices dans leur nouvelle livrée

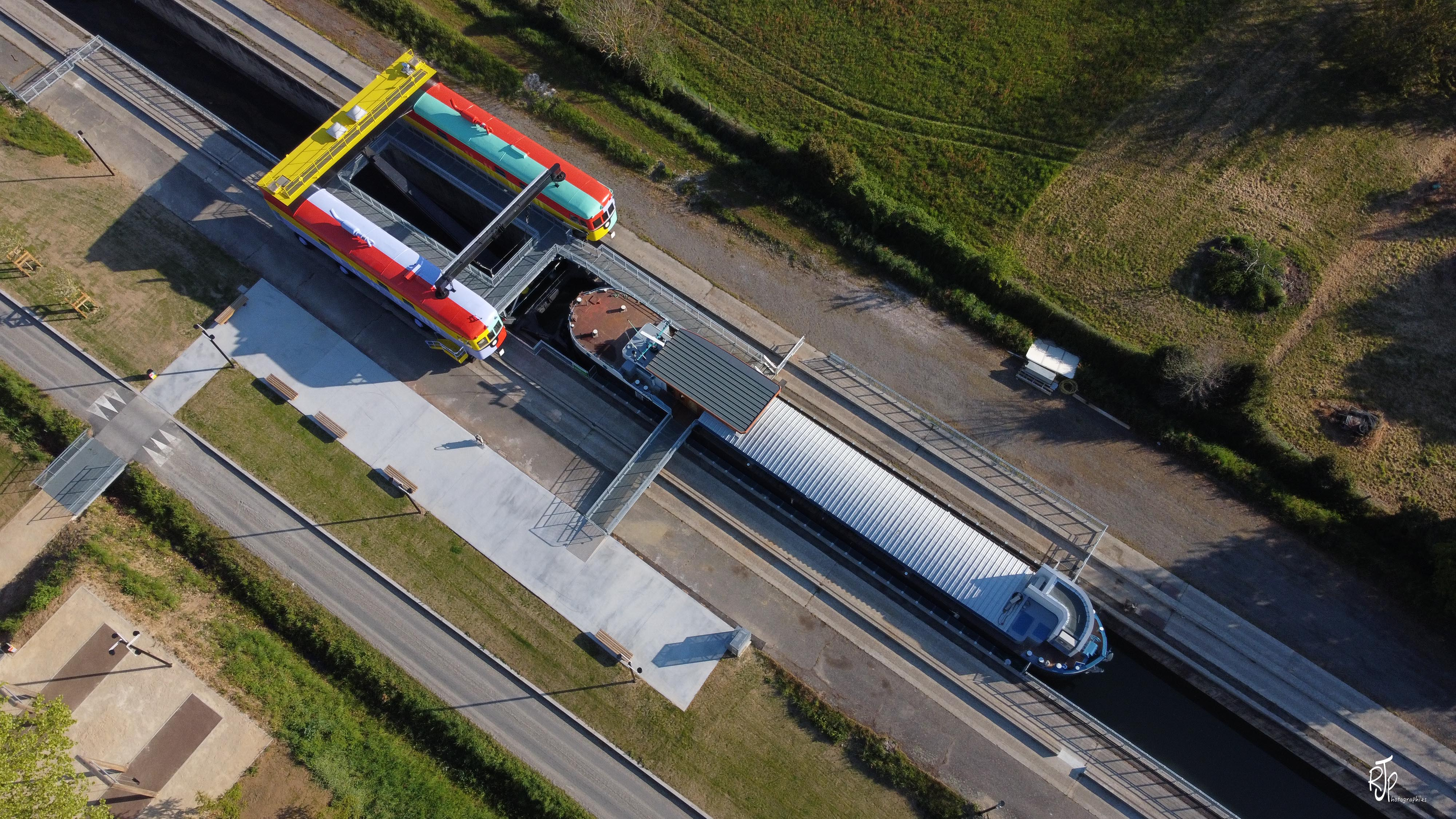
Le nouveau site touristique vu du ciel

Véritable projet de territoire, le site de la pente d’eau de Montech met en scène un patrimoine unique autour du tourisme fluvial et de ses trésors industriels le long du canal latéral de la Garonne. En partenariat avec le conseil départemental de Tarn-et-Garonne, la communauté de communes Grand Sud Tarn-et-Garonne, la ville de Montech et Voies navigables de France (VNF), le domaine public fluvial avec les maisons éclusières, les berges, les chemins de halage et de cavalier autour de la pente d’eau et de l’ancienne papeterie de Montech se renouvelle pour constituer un nouveau site touristique d’exception sur le canal latéral de Garonne.
Les scénographes de l’agence Bakélite ont créé pour le site de la pente d’eau une identité graphique avec des couleurs contrastées, vives et des formes géométriques. On retrouve cette nouvelle identité visuelle sur tous les bâtiments de l’espace de balade de la pente d’eau, les panneaux de signalétique ou encore l’office de tourisme, tout en gardant l’esprit des lieux. Cette identité est inspirée de l’univers des transports, de la signalisation ferroviaire et fluviale, ainsi que du mouvement artistique Memphis. Ce style apporte une image résolument moderne et audacieuse au site de la pente d’eau de Montech et lui permet à la fois de se détacher de son environnement naturel et de le magnifier. Un parti-pris esthétique à l’image de la pente d’eau et de sa machine : composite, décalé, avant-gardiste et unique en son genre !

### La pente d’eau et sa péniche musée

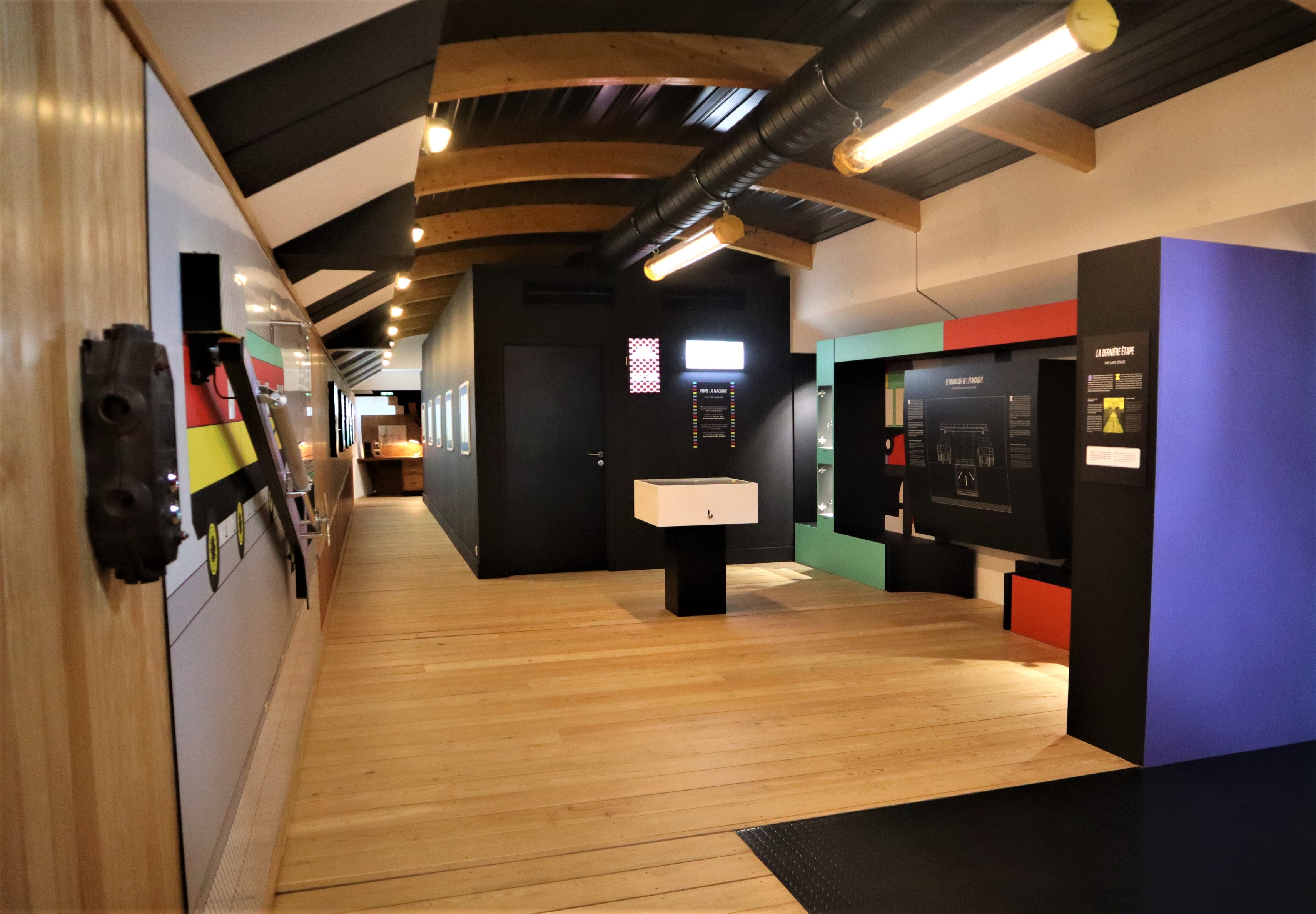
L'intérieur du musée de la péniche Altaïr

Partant de l’ancienne papeterie, une promenade scénographique permet aux visiteurs de découvrir des ouvrages d’art mis en scène pour comprendre l’extraordinaire inventivité de l’histoire de la navigation fluviale dans le monde et à Montech. La balade longue de 3 km est parsemée de panneaux explicatifs recto-verso sur l’univers de la pente d’eau, du canal, de la navigation, de la papeterie, des écluses et éclusiers, etc. L’aller de la balade permet de longer le canal de la pente d’eau ainsi que sa rigole et le retour permet de longer le canal de Garonne en suivant le cours de la voie verte.
Une fois parvenu à la pente d’eau, on peut visiter gratuitement l’ensemble du site. Après une courte vidéo d’archives, il est possible de visiter les passerelles extérieures afin de voir la machine de plus près et d’avoir des explications sur son fonctionnement et sa construction. La visite se poursuit en autonomie dans le musée de la péniche où seront présentés des éléments techniques de la machine ainsi que des modules interactifs et ludiques sur l’univers de la pente d’eau. Le clou du spectacle reste le film, qui propose une expérience esthétique de la pente d’eau, proche d’une simulation, le tout en immersion.

### L’environnement naturel et culturel
Les canaux constituent des milieux écologiques très riches, où l’on retrouve une faune et une flore variées. Le canal des deux mers compte 771 espèces de plantes, 333 espèces d’invertébrés, 77 espèces d’oiseaux, 32 espèces de mammifères, 28 espèces de poissons, six espèces de reptiles et trois espèces d’amphibiens. VNF s’engage à préserver ces biotopes.
En matière de patrimoine industriel, le site de Montech a favorisé le développement économique grâce à sa localisation entre les axes Toulouse/Bordeaux/Montauban. Une papeterie ouvre en 1861 à proximité de l’écluse no 11 de Montech. À cette époque, la papeterie fabrique essentiellement du papier pour boucherie, réalisé à partir de paille qui offrait la particularité de faire rapidement coaguler le sang de la viande. En 1875, sous l’impulsion d’Arnaud Veissière, l’activité de l’usine évolue vers la fabrication du papier journal. La pâte à papier et le charbon arrivent alors par péniches sur le canal. La papeterie alimente à cette époque plusieurs quotidiens régionaux comme « La Petite Gironde » à Bordeaux et « La Dépêche du Midi » à Toulouse. La production évolue et se modernise, mais après 105 années d’existence, la papeterie ferme définitivement ses portes en 1968. Elle employait alors 120 ouvriers, hommes et femmes, issus de la population locale.

### Les activités sur place

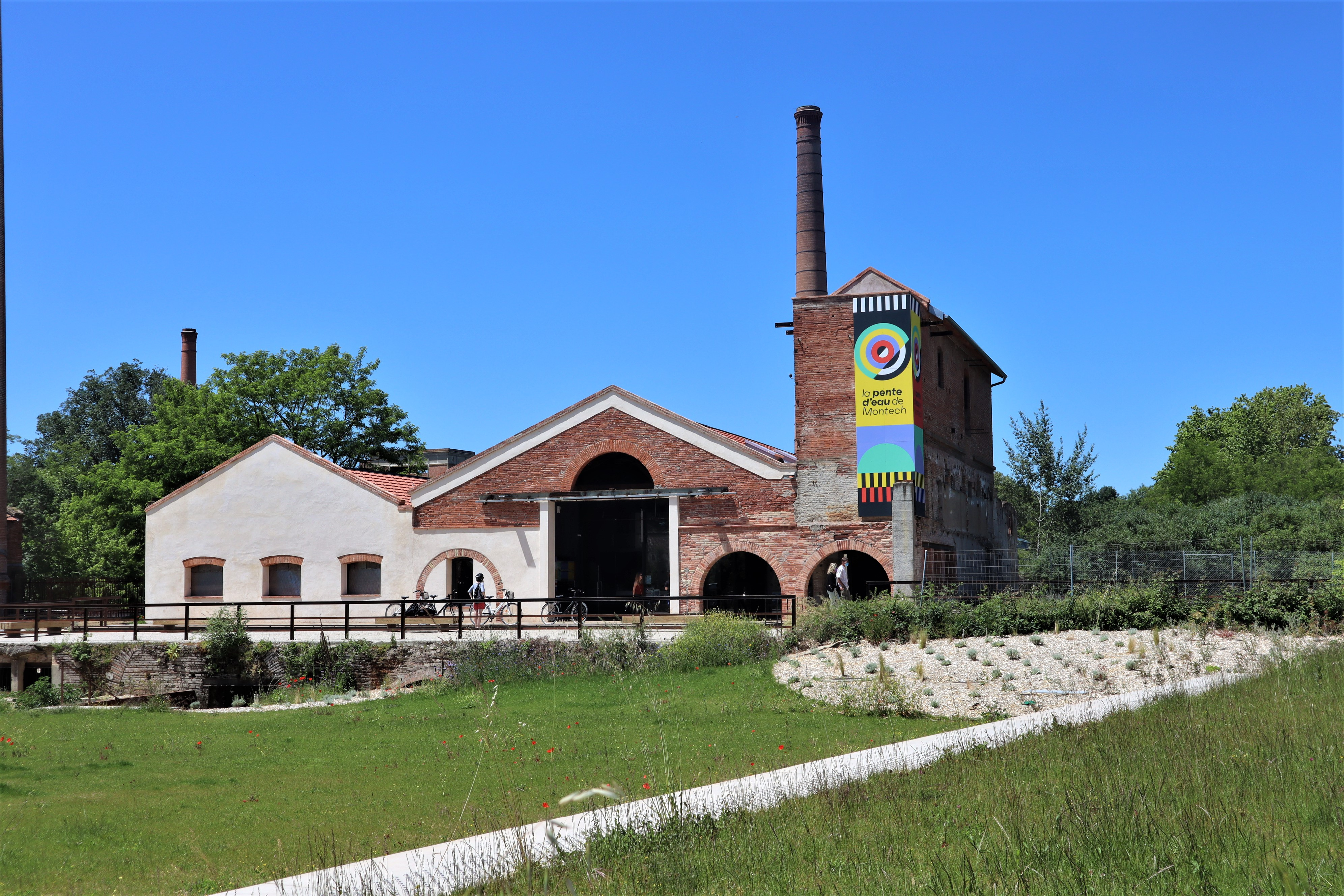
Maison du site et office de tourisme.

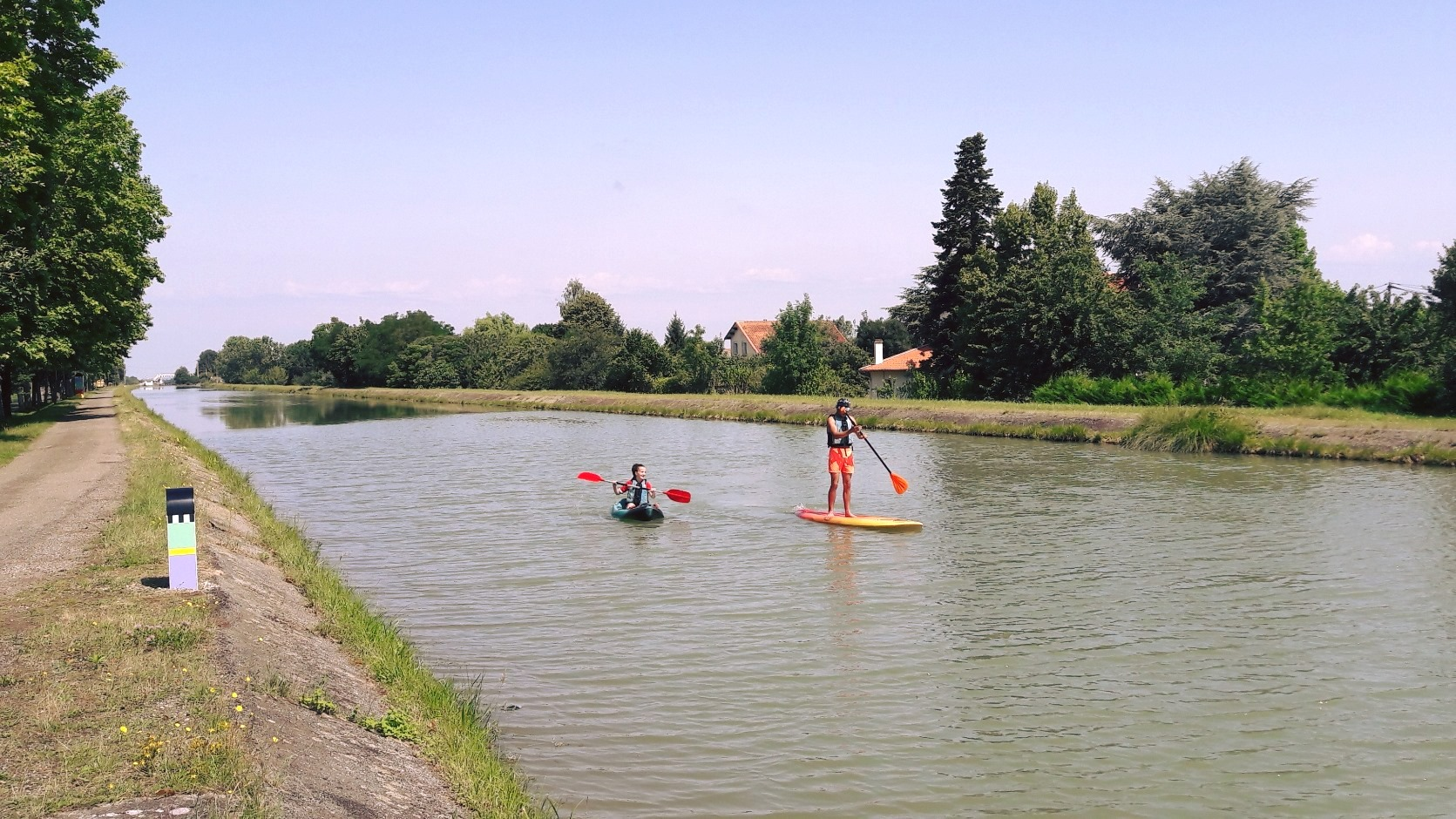
Paddle et canoë sur le canal de la pente d'eau

Les activités présentes sur le site sont diverses : balade en suivant le parcours, visite de la machine et de son musée, flânerie le long du canal en toute liberté, activité de canoë ou paddle sur le canal latéral à la Garonne… petits et grands trouveront leur activité favorite pour une journée de découverte des loisirs fluviaux et de rencontre avec le patrimoine fluvial atypique. Au départ de l’Office de tourisme, des visites commentées gratuites sont assurées par des membres de l’Office de tourisme pour vous raconter l’histoire du canal, de la pente d’eau et de son musée. L’espace papeterie accueille également de nombreux festivals et manifestations en tous genres.

### Commodités et informations pratiques

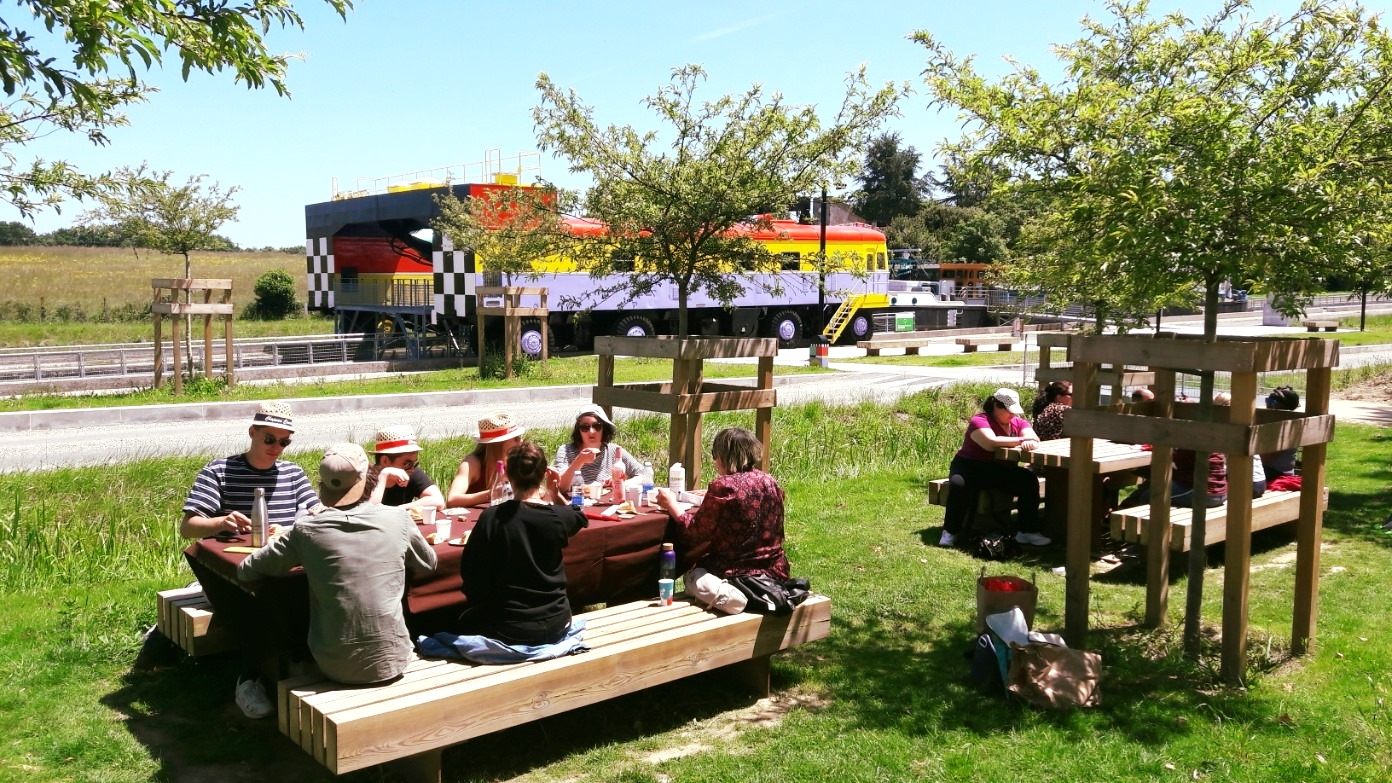
Pique-nique à côté de la Pente d'eau

Les visiteurs peuvent accéder au site à pied, en vélo, en voiture (pour les personnes à mobilité réduite) ou en bateau, pour passer une journée inoubliable sur le site de la pente d’eau de Montech. Au niveau de la pente d’eau vous trouverez des toilettes publiques nettoyées tous les jours en été (aux heures d’ouverture de la pente d’eau), bancs, balançoires et tables de pique-nique, des rafraîchissements en été et un gonfleur pour vélos. Au niveau de l’Office de tourisme de Montech, vous trouverez un grand parking voiture ainsi que des toilettes publiques nettoyées tous les jours, ouvertes aux horaires de l’Office.
Le public scolaire est le bienvenu sur le site, une programmation et des mallettes pédagogiques sont à la disposition des enseignants et des élèves visiteurs du site (sur réservation). Des visites de groupes peuvent également être organisées en basse saison.